# ГЕС Бахо-де-Міна
ГЕС Бахо-де-Міна — гідроелектростанція на заході Панами в провінції Чирикі. Знаходячись між ГЕС Ель-Альто (вище по течії) та ГЕС Baitun, входить до складу каскаду на річці Chiriqui Viejo, котра тече неподалік кордону з Коста-Рикою до впадіння у Тихий океан за три десятки кілометрів на захід від столиці названої провінції міста Давид.
У межах проекту Chiriqui Viejo перекрили греблею із ущільненого котком бетону висотою 37 метрів, яка потребувала 40 тис. м3 матеріалу. Від неї під лівобережним гірським масивом прокладено підвідний дериваційний тунель довжиною 5,6 км з діаметром 5,1 метра. Також у системі функціонує верхній балансувальний резервуар шахтного типу висотою 60 метрів з діаметром 14,5 метра.
Наземний машинний зал обладнали двома турбінами типу Френсіс потужністю по 30 МВт, які працюють при напорі у 128,7 метра.
Відпрацьована вода повертається у Chiriqui Viejo.
Видача продукції здійснюється по ЛЕП, розрахованій на роботу під напругою 115 кВ.
Гідрогенератори для ГЕС Бахо-де-Міна постачило харківське підприємство Електроважмаш.